# Bowery Electric
I Bowery Electric sono stati un gruppo musicale statunitense formatosi nel 1994.

## Storia
Lawrence Chandler e Martha Schwendener formano i Bowery Electric tra il 1993 e il 1994. Suonano per la prima volta insieme a New York nel gennaio 1994. Completano il gruppo con l'ingresso del batterista Michael Johngren.
Viene quindi pubblicato l'album self-title Bowery Electric (gennaio 1995), registrato con Mike Deming a Hartford (Connecticut).
Con Rich Costley realizzano invece il secondo album, Beat, pubblicato in Europa e America del Nord.
Dopo il tour del 1997, viene pubblicata la compilation di remix di Beat chiamata Vertigo.
Nel 2000 viene pubblicato Lushlife.
Successivamente Chandler lavora con La Monte Young, Pauline Oliveros e altri artisti. Schwnedener pubblica nel 2003 l'album Sola col nome Echostar.

## Formazione
- Lawrence Chandler
- Martha Schwendener

## Discografia
Album in studio
- 1995 - Bowery Electric
- 1996 - Beat
- 1997 - Vertigo

Remix
- 2000 - Lushlife

EP
- 1994 - Drop